# Clepsis agenjoi
Clepsis agenjoi es una especie de polilla del género Clepsis, categorizada en la tribu Archipini, de la subfamilia Tortricinae.

## Distribución
Se distribuye por España.

## Taxonomía
Fue descrita por Obraztsov en 1950 y publicada en (Clepsis), Eos 26: 302.